# Supernova tipo Ib e Ic
Tipos Ib e Ic de supernova são categorias de explosões estelares. Elas são causadas pelo colapso do núcleo de uma estrela massiva que perdeu (ou teve extirpada) sua camada exterior de hidrogênio.

## Espectros
Supernovas da categoria geral Tipo I são classificadas com base na falta de linhas de hidrogênio em seus espectros, em comparação com uma supernova Tipo II que apresenta linhas de hidrogênio. O Tipo Ib é diferenciado do Tipo Ia devido à falta de uma faixa de absorção de silício isoladamente ionizado em um comprimento de onda de 635,5 nanômetros. À medida que uma supernova Tipo Ib envelhece, ela também apresenta características espectrais mais fortes de hélio que supernovas de Tipo Ia. Por fim, o espectro de Tipo Ib contém faixas de elementos como oxigênio, cálcio e magnésio. Em contraste, espectros de Tipo Ia ficam dominados por faixas de ferro.
Acredita-se que supernovas do Tipo Ib tenham origem em um evento praticamente idêntico ao de uma supernova do Tipo II, no qual uma estrela massiva sofre colapso no núcleo. Porém, a estrela progenitora de uma supernova de Tipo Ib expeliu sua camada externa de hidrogênio antes da explosão. Ao invés disso, as camadas externas dessas estrelas são compostas principalmente por hélio, resultando em um espectro mais parecido com o de uma supernova do Tipo Ia. Supernovas do Tipo Ic diferem das do Tipo Ib por não terem também faixas de hélio.

## Formação

As camadas concêntricas de uma estrela massiva evoluída (não está em escala).

Antes de se tornar uma supernova, uma estrela massiva evoluída é organizada de forma parecida com a da cebola, com camadas de diferentes elementos se fundindo. A camada mais exterior consiste de hidrogênio, seguida por hélio, carbono, oxigênio e assim em diante. Então, quando o envoltório de hidrogênio é perdido, a próxima camada que é feita principalmente por hélio (misturado com outros elementos) fica exposta. Isto pode ocorrer quando uma estrela massiva muito quente atinge um ponto em sua evolução em que perda de massa significativa está acontecendo por causa de seu vento estelar. Estrelas altamente massiva (com 25 ou mais vezes a massa do Sol) pode perder até 10−5 massas solares por ano (ou o equivalente a uma massa solar a cada 100.000 anos).
Supõe-se que as supernovas do tipo Ib e Ic são produzidas pelo colapso de estrelas de grande massa. Nas supernovas tipo Ib, a estrela progenitora passa por um processo de perda das camadas de hidrogênio, situadas nas regiões mais externas da estrela colapsante. Já a supernova Ic, além da perda das camadas de hidrogênio, também há a perda significativa ou de todas as camadas de hélio. As estrelas progenitoras dessas supernovas podem ter perdido suas camadas devido à fortes  ventos estelares ou por interação com outras estrelas próximas.